# المجاورة السكنية

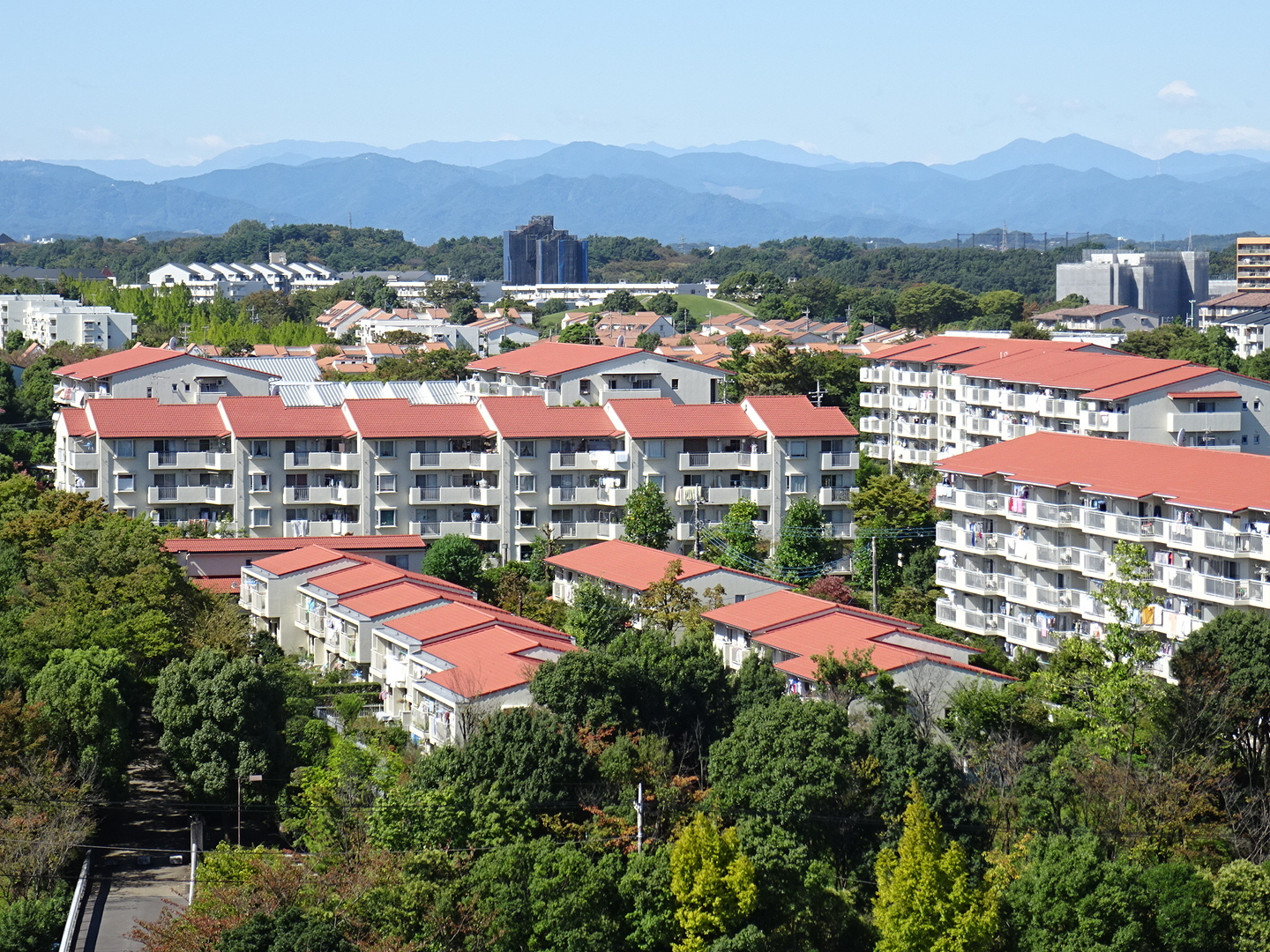

المجاورة السكنية هي وحدة سكنية محددة المعالم لها اكتفاء وقوة ذاتية تكفل إنشاء وحدة اجتماعية بين سكانها بجانب توافر الشروط الضرورية في الوسط السكني لتقاوم التفتت الاجتماعي بالمدينة وما يؤدي إليه من انهيار في تكوين المدينة، وقد عرف كلارنس بيري المجاورة السكنية بأنها منطقة سكنية مخططة تشتمل على كل العناصر التي تلزم لتحقيق المعيشة المناسبة للسكان والظروف المهيأة لتقدمهم الحضاري.
يمكن تعريف الخلية السكنية بأنها وحدة جوار مخططة بحيث تكون جميع أجزائها على مسافات سير الأقدام لبلوغ موقع المدرسة الابتدائية دون تعب، كما يكون الوصول إليها من خلال مسارات آمنة. وهكذا تصبح المدرسة الابتدائية هي نواة الخلية ويستحسن أن تقع قريباً من مركزها، و يتحدد حجم الخلية وعدد سكانها من سعة ومدى استيعاب هذه المدرسة.